# Weka Island
Weka Island ist eine Insel östlich von Stewart Island und südlich der Südinsel von Neuseeland.

## Geographie
Weka Island befindet sich am südöstlichen Ende der Bucht namens Sinbads Mistake, die rund 18 km südsüdöstlich von Oban an der Ostseite von Stewart Island zu finden ist. Die Insel, einer Dreiecksform gleich, erhebt sich rund 235 m östlich der Küste von Stewart Island über 42 m aus dem Meer. Die Insel erstreckt sich dabei über eine Länge von rund 365 m in Ost-West-Richtung und kommt auf eine maximale Breite von rund 270 m in Nord-Süd-Richtung. Die Flächenausdehnung der Insel beträgt 6,6 Hektar.